# Andrés de Ocampo
Andrés de Ocampo (Villacarrillo; c. 1555 o c. 1560-Sevilla; 10 de enero de 1623) fue un escultor y arquitecto de retablos español de los periodos manierista y Barroco.

## Biografía

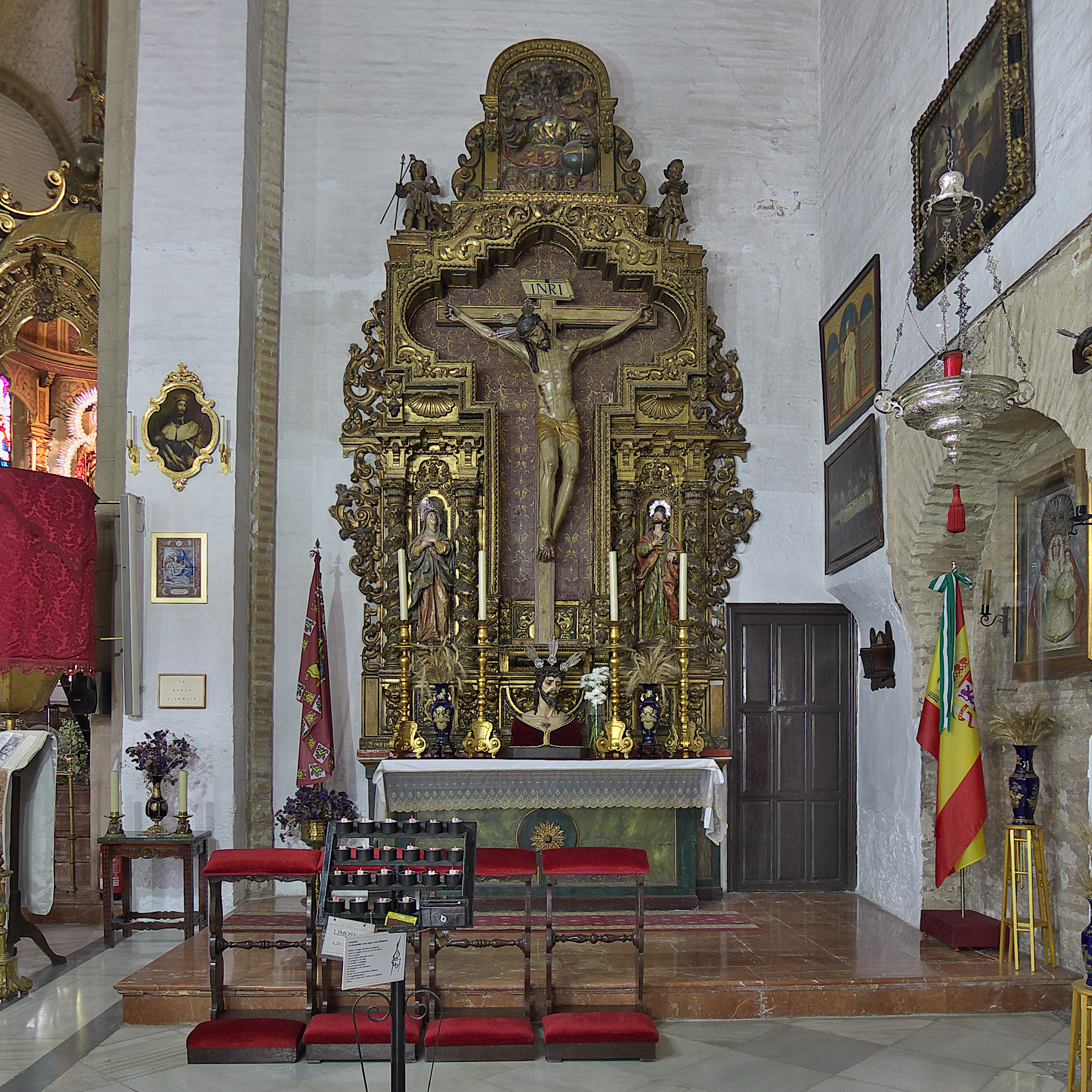
Iglesia de Omnium Sanctorum (Sevilla). Cristo de la Buena Muerte (h. 1592)

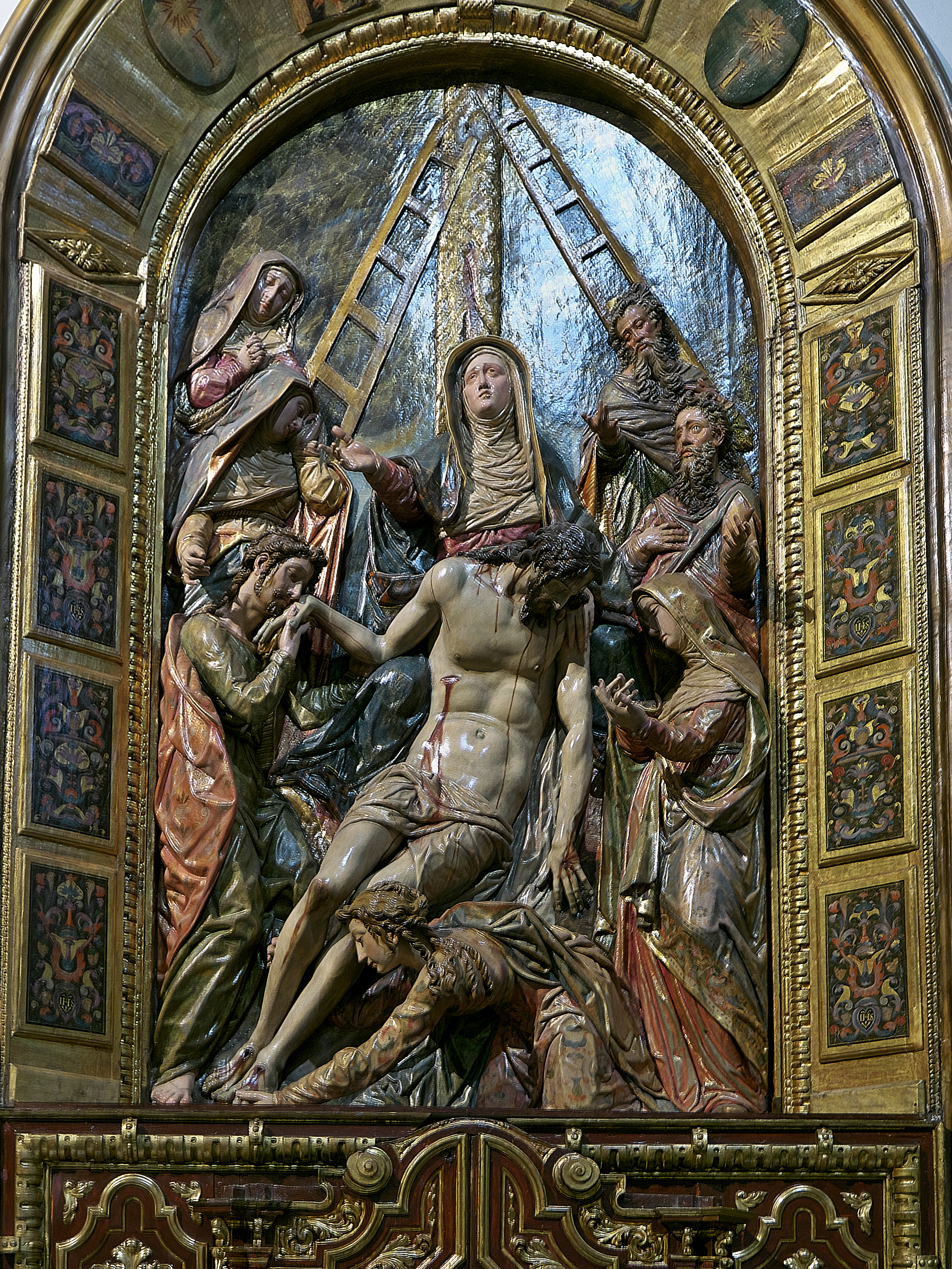
Retablo del Descendimiento de Cristo, iglesia de San Vicente de Sevilla.

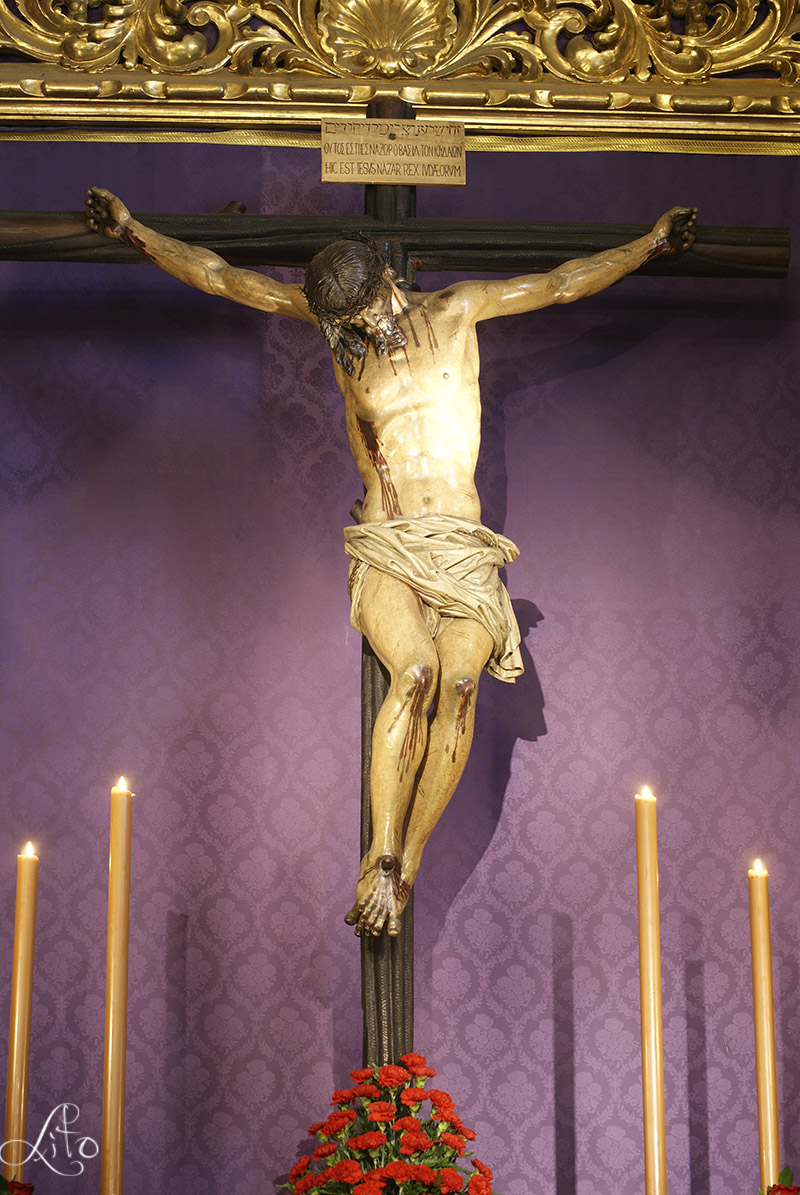
Cristo de la Fundación.

Nació en Villacarrillo, en el Reino de Jaén, en torno a 1555 o 1560. Su padre era el ingeniero Francisco de Ocampo y su madre Isabel Núñez. En su infancia residió también en Úbeda. Alrededor de 1567, cuando contaba con doce años, se trasladó a Sevilla, donde su padre tenía intereses económicos. Allí comenzó como aprendiz del escultor Jerónimo Hernández. El 31 de enero de 1575 compareció ante un tribunal examinador, del que formaba parte Pedro Heredia y Gaspar del Águila y resultó aprobado como escultor, entallador y arquitecto. Residió entre 1581 y 1585 en Córdoba y también en 1591 en Granada, aunque el centro de su actividad se fijó en Sevilla.
Contajo matrimonio en cuatro ocasiones: en 1575 con Isabel de Torres, con quien tuvo a Isabel de Torres, que fue monja en el convento de Santa Marta de Córdoba. Un año después, en 1576, lo hizo, con Catalina Ponce, hija del arquitecto Hernán Ruiz el Joven, viuda y madre de Luisa Ordóñez, que casaría con el pintor Bernabé Velázquez de Espinosa. Con esta unión se convirtió en cuñado de su maestro, Jerónimo Hernández. De este matrimonio nacieron Andrea de Ocampo y Catalina Ponce de Ocampo, la primera casó con Antonio Falcón y la segunda con el pintor Gerolamo Lucente da Corregio. Bernabé Velázquez y Lucente da Corregio colaboraron con Andrés en algunas de sus obras.
Entre 1604 y 1608 estuvo casado con Catalina Paredes y en 1608 contrajo matrimonio con Francisca Maldonado.
A su muerte ocurrida en Sevilla, el 10 de enero de 1623 fue enterrado en la iglesia de San Vicente. Legó sus bienes artísticos a su sobrino y discípulo, el también destacado artista, Francisco de Ocampo y Felguera, "por el mucho amor y voluntad que le tengo". Entre sus seguidores debe destacarse también a Alonso de Mena. Tuvo una holgada vida económica, fue propietario de dos inmuebles en la ciudad de Sevilla y uno en la de Córdoba. Realizó su primer testamento en 1616, que modificó ese mismo año y en 1617, 1622 y 1623.

## Estilo y obra
A su llegada a Sevilla se iniciaba la escuela sevillana de escultura, con el establecimiento en la ciudad de Juan Bautista Vázquez el Viejo y su entorno de colaboradores, entre los que se encontraban Miguel de Adán, Gaspar del Águila y Jerónimo Hernández. Ocampo conoció también a Juan Martínez Montañés y al cordobés Juan de Mesa. Fue un artista culto, lo que se pone de relieve al analizar los libros que componían la biblioteca que dejó al morir, una de las más completas de los escultores españoles del siglo, en la que había libros sobre técnica artística, obras sobre iconografía, libros de erudición en otros campos y sobreespiritualidad cristiana. y que también alternó con destacados pintores de la época, como Francisco Pacheco y escritores que pasaron por la ciudad como Miguel de Cervantes o Fray Luis de Granada.
Entre otros personajes destacados que trató durante su vida figuran: Diego de Velasco, Gaspar Núñez Delgado, Alonso Cano, Diego López Bueno, Alonso de Vandelvira, Vermondo Resta, Miguel de Cervantes, santa Teresa de Ávila, san Juan de la Cruz, Diego Velázquez, Esteban de Rueda y Zurbarán. Tuvo como discípulo a Alonso de Mena.
La temprana muerte de su cuñado y maestro Jerónimo Hernández en 1586, llevó a que Andrés de Ocampo se ocupara de la terminación de las obras pendientes de éste, entre cuyos encargos figuraba la elaboración del retablo de la iglesia parroquial de Santa María, en Arcos de la Frontera, una de las obras más destacadas del arte religioso andaluz. En 1602, tras varios traspasos quedó encargado de la totalidad de la obra, que finalizaría en 1608. La adjudicación de cada una de las piezas que componen este retablo resulta difícil, por los cambios habidos en su ejecución. La imaginería de Ocampo fue principalmente decorativa, destinada a retablos, mayores o laterales, con relieves.[cita requerida]

## Obras
Realizó las siguientes obras:
- 1575. Cuatro relieves. Iglesia del convento de Santa María de Belén. Sevilla. Desaparecidos.
- 1576. Retablo de la Virgen María. Convento de Nuestra Señora de Regla. Sevilla. Desaparecido.
- 1578. Tabernáculo con la Virgen María. Convento de Santa María de Belén. Sevilla. Desaparecido.
- 1580. Retablo mayor. Iglesia de San Sebastián. San Nicolás del Puerto.
- 1582-1596. Retablo mayor. Iglesia del convento de Santa Marta. Córdoba.
- 1583-1587. Retablo mayor. Iglesia de Santa María. Estepa. Modificado.
- 1584. Tabernáculo. Convento de Nuestra Señora de los Huérfanos. Córdoba. Desaparecido.
- 1586. Tabernáculo. Hospital de la Candelaria. Jerez de la Frontera. Desaparecido.
- 1586. Virgen de la Candelaria. Hospital de la Candelaria. Jerez de la Frontera. Desaparecida.
- 1586-1608. Participación en retablo mayor. Basílica de Santa María de la Asunción. Arcos de la Frontera.
- 1586-1592. Participación en retablo mayor. Iglesia del monasterio de Santa María de las Dueñas. Sevilla. Desaparecido.
- 1587-1589 y 1596. Retablo mayor. Iglesia del monasterio de Regina Angelorum. Sevilla.
- 1588. Traspaso de la hechura de retablo. Iglesia de Nuestra Señora de la Consolación. Azuaga. Desaparecido.
- 1588. Traspaso de la hechura de retablo. Iglesia de Nuestra Señora de la Granada. Llerena. Desaparecido.
- 1589-1591. Santa Eulalia. Ermita de Santa Eulalia. Azuaga.
- 1589. Retablo. Convento del Valle. Sevilla. Paradero desconocido.
- 1590. Participación en el retablo de San Juan Evangelista. Iglesia del convento de las Dueñas. Sevilla. Desaparecido.
- 1591. San Pedro de pontifical. Retablo mayor de la iglesia de San Pedro. Sevilla.
- 1591. Relieve de Hércules dando muerte al león de Nemea y al toro. Palacio de Carlos V. Granada.
- 1592. Figuras infantiles y dos sierpes. Silla arzobispal. Sala capitular de la catedral de Sevilla.
- 1592. Retablo mayor. Iglesia de Omnium Sanctorum. Sevilla. Desaparecido.
- 1592. Retablo mayor. Iglesia del convento de Santa Paula. Sevilla. Sustituido.
- 1593. Sagrario. Cumbres de Enmedio. Desaparecido.
- 1593. Retablo de la Circuncisión. Iglesia de San Miguel. Morón de la Frontera. Desaparecido. Solo se conserva un relieve.
- 1593. Retablo para Juana Parejo. Iglesia de San Miguel. Morón de la Frontera. Desaparecido.
- 1592. Retrablo de la capilla de los Vizcaínos. Casa Grande de San Francisco. Sevilla. Desaparecido.
- 1595. Sagrario para Luis García Bonilla. Paradero desconocido.
- 1596. Tabernáculo con la Virgen María. Iglesia de Santa Ana. Dos Hermanas. Desaparecido.
- 1597. Participación en monumento religioso. Zahara de los Atunes. Desaparecido.
- 1598. Relieve y figuras de la portada del convento de la Encarnación. Sevilla. Desaparecidos.
- 1599-1600. Retablo mayor. Iglesia de Nuestra Señora de la Asunción. Santa Olalla del Cala. Desaparecido.
- 1599-1600. Retablo mayor. Iglesia de Santiago. Sevilla.
- 1600. Retablo de la Virgen de Belén. Basílica de Santa María de la Asunción. Arcos de la Frontera.
- 1601. Retablo para Gaspar de Castro. Sevilla. Desaparecido.
- 1601. San Alberto, San Luis Rey de Francia, San Juan Bautista y San Roque. Paradero desconocido.
- 1602. San Joaquín, Santa Ana, Virgen María y cuatro profetas para Pedro de Mora. Paradero desconocido.
- 1603-1605. Retablo del Descendimiento. Iglesia de San Vicente. Sevilla.
- 1606-1611. Estatuas de retablo mayor. Iglesia de San Martín. Sevilla.
- 1609. Retablo de San Roque. Iglesia de Nuestra Señora de la Estrella. Valencina de la Concepción.
- 1609. Relieve en piedra de la Visitación. Iglesia de Santa Isabel. Sevilla.
- 1609. Sagrario. Iglesia de Santo Domingo de Guzmán. Lepe.
- 1613. Relieve de retablo mayor. Colegiata del Salvador. Sevilla. Desaparecido.
- 1613-1614. Esculturas de retablo mayor. Iglesia de Nuestra Señora de la Consolación. Utrera. Desaparecido.
- 1613. San José con el Niño Jesús. Desaparecido.
- 1616. San Francisco de Asís. Paradero desconocido.
- 1616. San Juan Evangelista. Paradero desconocido.
- 1619. Crucificado para Melchor Plaza. Desaparecido.
- 1622. Cristo de la Fundación. Capilla de Nuestra Señora de los Ángeles. Sevilla.
- 1623.Unica obra presente en las americas...Señor de Salame. Imagen de un Cristo Crucificado de tez morena . Altar mayor de la Catedral de Santa Maria de la nueva valladolid de Comayagua. Honduras.